# Regierung Scheljaskow
Die Regierung Scheljaskow bildet seit dem 16. Januar 2025 die Regierung von Bulgarien.

## Regierungsmitglieder
| Amt                                                                          | Bild | Name                | Partei    |
| ---------------------------------------------------------------------------- | ---- | ------------------- | --------- |
| Ministerpräsident                                                            |      | Rossen Scheljaskow  | GERB      |
| Stellvertretender Ministerpräsident ohne Geschäftsbereich                    |      | Atanas Safirow      | BSP       |
| Stellvertretender Premierminister und Minister für Innovation und Wachstum   |      | Tomislaw Dontschew  | GERB      |
| Stellvertretender Premierminister und Minister für Verkehr und Kommunikation |      | Grosdan Karadschow  | ITN       |
| Finanzministerin                                                             |      | Temenuschka Petkowa | GERB      |
| Verteidigungsminister                                                        |      | Atanas Saprjanow    | parteilos |
| Außenminister                                                                |      | Georg Georgiew      | GERB      |
| Innenminister                                                                |      | Daniel Mitow        | GERB      |
| Justizminister                                                               |      | Georgi Georgiew     | GERB      |
| Gesundheitsminister                                                          |      | Silwi Kirilow       | ITN       |
| Minister für Bildung und Wissenschaft                                        |      | Krassimir Waltschew | GERB      |
| Minister für Landwirtschaft und Ernährung                                    |      | Georgi Tachow       | parteilos |
| Minister für Umwelt und Gewässer                                             |      | Manol Genow         | BSP       |
| Energieminister                                                              |      | Schetscho Stankow   | GERB      |
| Tourismusminister                                                            |      | Miroslaw Borschosch | GERB      |
| Minister für Wirtschaft und Industrie                                        |      | Petar Dilow         | parteilos |
| Minister für regionale Entwicklung und öffentliche Arbeiten                  |      | Iwan Iwanow         | BSP       |
| Kulturminister                                                               |      | Marian Batschew     | ITN       |
| Minister für Jugend und Sport                                                |      | Iwan Peschew        | BSP       |
| Minister für Arbeit und Soziales                                             |      | Borislaw Guzanow    | BSP       |
| Minister für elektronische Verwaltung                                        |      | Walentin Mundrow    | parteilos |